# Francesco Ferrera
Francesco Ferrera (Catania, 1935) è un mafioso italiano, legato a Cosa Nostra e un membro di spicco della Famiglia di Catania. Per anni è stato considerato il numero due della leadership della mafia catanese, secondo solo al boss storico Nitto Santapaola..

## Contesto familiare
Francesco Ferrera nacque nel 1935 a Catania. La sua famiglia, nota con il soprannome dei Cavadduzzi, iniziò la propria attività vendendo acqua minerale e gestendo bische clandestine. Con il tempo, grazie ai proventi del contrabbando e del traffico di stupefacenti, riuscirono ad accrescere notevolmente la loro ricchezza e influenza, investendo in tenute agricole, alberghi e in un ampio portafoglio di immobili residenziali. Il padre di Francesco, Salvatore Ferrera, sposò una delle “sorelle D’Emanuele”. Le sorelle D’Emanuele ebbero un ruolo fondamentale nel creare solide alleanze matrimoniali con tre delle principali famiglie mafiose di Catania: i Ferrera, i Santapaola e gli Ercolano. Attraverso questi matrimoni, si instaurarono legami di sangue strategici che contribuirono a consolidare il potere e la cooperazione tra queste famiglie. I fratelli di Francesco — Natale, Giuseppe “Pippo” e Antonino “Nino” — furono anch’essi coinvolti nelle attività mafiose. Quando, alla fine degli anni ’70, Nitto Santapaola emerse come indiscusso capo della Famiglia di Catania, i Cavadduzzi diventarono di fatto il “numero due” dell’organizzazione. Numerosi pentiti hanno fornito resoconti dettagliati sulle operazioni della famiglia Ferrera, ma fu Antonino Calderone, fratello del capo mafioso catanese ucciso Pippo Calderone, a rompere per primo il silenzio. Calderone aveva collaborato con la famiglia Ferrera nella gestione degli affari mafiosi catanesi dagli anni ’60 agli anni ’80. Li descrisse come “persone intelligenti e determinate”, appartenenti a una famiglia che “correva per generare eredi maschi”, sottolineando i loro stretti legami di sangue con i Santapaola.

## Carriera criminale
Nella primavera del 1962, Francesco Ferrera fu formalmente introdotto nella Mafia insieme a Benedetto Santapaola e Giuseppe Ferlito, zio del futuro boss Alfio Ferlito. Nel 1963 venne arrestato per la prima volta con l’accusa di omicidio di Carmelo Mirabella. Difeso dall’avvocato Giovanni Leone, che in seguito divenne Presidente della Repubblica Italiana, Ferrera fu condannato a 16 anni di reclusione. Tuttavia, un tribunale superiore lo assolse in seguito, stabilendo che aveva agito per necessità. Ferrera sopravvisse a un tentato omicidio nel 1982 durante un violento conflitto tra la fazione Santapaola e quella di Alfio Ferlito all’interno della famiglia mafiosa di Catania; questo conflitto culminò nel famigerato massacro della Circonvallazione, dove furono uccisi Ferlito e i carabinieri che lo scortavano. Ferrera risultava ricercato con sei mandati di arresto distinti.
Il primo mandato di arresto fu emesso nel 1983 dalla procura di Roma per traffico di droga e associazione a delinquere. Nello stesso anno, la procura di Genova emise un mandato simile. Nel 1984, Ferrera fu indicato tra gli imputati nel maxi-processo di Torino, mentre la procura di Palermo lo accusò anche di associazione mafiosa e traffico internazionale di stupefacenti. Secondo gli investigatori, Ferrera intratteneva rapporti con Koh Bak Kin, narcotrafficante cinese nato a Singapore, figura chiave nel commercio globale di eroina. Nel 1988, i tribunali di Catania emisero l’ultimo mandato di arresto contro Ferrera, accusandolo di aver ordinato il tentato omicidio di Giuseppe Alleruzzo, un boss di Paternò che aveva iniziato a collaborare con le autorità. L’aggressione avvenne nel carcere di Pianosa il 7 ottobre 1986. Nell’ottobre del 1990, la polizia di Catania fece una perquisizione presso l’abitazione di Ferrera, ma egli non si trovava lì. Tuttavia, vennero scoperti 170 milioni di lire in contanti e tre libretti al portatore per un totale di quasi mezzo miliardo di lire. Questa scoperta diede inizio a un’indagine approfondita sul riciclaggio di denaro.

## L’arresto
Il 14 settembre 1991, Francesco Ferrera fu arrestato a Bruxelles, in Belgio. Camminava tranquillamente lungo l’Avenue du Parc, una delle vie più eleganti della città, con un milione di franchi belgi in tasca. Alle 14:35, un ufficiale e due sottufficiali dei Carabinieri italiani, che lo seguivano da un mese, lo fermarono con l’aiuto di un agente della Gendarmeria belga. L’area era stata messa in sicurezza in anticipo e, alla vista degli uomini dell’Arma, Ferrera comprese che la sua lunga latitanza era finalmente giunta al termine.